# Ниман, Лерой
Лерой Ниман (англ. LeRoy Neiman; 8 июня 1921 — 20 июня 2012) — американский художник-экспрессионист, известный изображением на картинах и печатных работах спортсменов, музыкантов и спортивных мероприятий.

## Ранние годы
Лерой Лесли Ранквист родился в 1921 году в Сент-Поле, штат Миннесота. Сын Лидии Софии Ранквист (англ. Lydia Sophia Runquist), урожденной Серлин (англ. Serline), из Брахама, Миннесота, и Чарльза Джулиуса Ранквиста (англ. Charles Julius Runquist). Родители сочетались браком в 1918 году и жили в Грастоне, Миннесота, округ Канабек. Отец по его собственному утверждению имел турецкие и шведские корни. После его ухода из семьи, в 1926 году мать будущего художника вышла замуж за Джона Л. Нимана (англ. John L. Niman или Neiman). Лерой получил фамилию отчима. Примерно в 1935 году этот брак также распался, а в 1940 году Лидия София вышла замуж в третий раз, за Эрнста Г. Холшера (англ. Ernst G. Hoelscher) из Сент-Пола. Она умерла в Сент-Поле 14 ноября 1985 года в возрасте 87 лет. Лерой рос в районах Макалистер-Гроувленд и Фрогтаун, дольше всего, с 1940 по 1955 годы, жил в доме 569 по Ван Бюрен-Авеню, который сохранился до настоящего времени.

## Карьера
Во время Второй мировой войны Ниман служил в рядах Армии США. Он занимал должность повара, а после окончания войны его талант был замечен, и художник стал оформлять декорации для выступлений Красного Креста. По окончании службы в 1946 году Ниман недолгое время учился в Школе искусств Сент-Пола, затем в Школе Художественного института Чикаго, куда поступил благодаря закону о демобилизованных 1944 года. Окончив обучение, Ниман остался работать в институт. За 10 лет преподавания он неоднократно участвовал выставках и выигрывал призы за свои картины. В 1954 году началось сотрудничество Нимана с журналом Playboy. Ниман встретился с Хью Хефнером, когда работал над серией модных иллюстраций для сети торговых центров Carson Pirie Scott, где Хефнер был писателем. Хефнер и арт-директор Playboy Арт Пол (англ. Art Paul) наняли Нимана для оформления пятого издания журнала. В следующие 50 лет Ниман работал с Playboy, для которого создал персонажа Фемлин и в течение 15
лет вёл и иллюстрировал колонку Man at His Leisure, посвящённую своим поездкам в экзотические места.
Начиная с 1960 года, Ниман путешествовал по миру, наблюдая и зарисовывая, как люди проводят свободное время, развлекаются, слушают музыку, играют в азартные игры, участвуют в общественной жизни и спортивных состязаниях, включая Олимпийские игры, Супербоул, Мировую сериб, Кентукское Дерби, чемпионат по боксу, турниры по гольфу PGA, Мастерс и Кубок Райдера, Всемирные конные игры, Уимблдонский теннисный турнир и другие турниры Большого шлема.
В 1970 году Ниман оформил альбом Portrait группы The 5th Dimension.
В 1998 году он полностью иллюстрировал специальный спортивный выпуск журнала The Nation, заработав стандартный гонорар в $150.
Ниман создал и поддерживал несколько организаций по всем США, оказывающих помощь в творческой деятельности детям из малообеспеченных семей. Среди них The LeRoy Neiman Center for Youth в Сан-Франциско и Arts Horizons LeRoy Neiman Art Center в Гарлеме. Он также организовал несколько учебных заведений на базе колледжей, в том числе LeRoy Neiman Center for Print Studies в Колумбийском университете в Нью-Йорке и LeRoy Neiman Campus Center в своей альма-матер — Школе Художественного института Чикаго. Ниман пожертвовал этой школе $5 млн, которые использовались для строительства Neiman Center
Ниман стал обладателем пяти почетных докторских степеней и многочисленных наград, в том числе премии от Университета Южной Калифорнии. В 2007 году он был введён в Международный зал боксёрской славы. В 2009 году в день 200-го дня рождения Авраама Линкольна ему вручили Орден Линкольна, высшую награду штата Иллинойс. Ниман является автором 12 книг о собственном творчестве.
Ежегодно Ниман выпускал около шести печатных работ, обычно по цене от $3000 до $6000 за экземпляр. Их суммарные продажи составили $10 млн. Оригинальные работы могли достигать цены в $500000, которая была уплачена за картину Stretch Stampede 1975 года о Кентукском Дерби. Помимо славы спортивного художника, Ниман известен множеством произведений, основанных на опыте участия в сафари, включая «Портрет чёрной пантеры» (англ. Portrait of a Black Panther), «Портрет слона» (англ. Portrait of the Elephant), «Отдыхающий лев» (англ. Resting Lion) и «Отдыхающий тигр» (англ. Resting Tiger). В живописи он обращался и ко множеству других тем: плавание под парусами, кухня, гольф, бокс, лошади, знаменитости, известные места, азартные игры. Большая часть его работы предназначалась для Playboy, каждый номер которого он иллюстрировал до самой смерти.
Ниман работал в технике масла, эмали, акварели, карандашного рисунка, пастели, шелкографии, иногда литографии и офорта. Он упомянут в Art Collector’s Almanac, Who’s Who in the East, Who’s Who in American Art, Who’s Who in America, Who’s Who in the World. Он был членом Чикагского общества художников. Его работы выставлены в музеях и галереях, продаются на аукционах и у интернет-дистрибьюторов. Он, по мнению многих, стал первым крупным спортивным художником в мире, и только в последние годы за этот неформальный титул с ним спорят представители нового поколения, такие как Стивен Холланд (англ. Stephen Holland) и Ричард Т. Слоун (англ. Richard T. Slone). Его работы находятся в постоянной коллекции Смитсоновского института, Музея Уитни, Бруклинского музея, Музея изящных искусств в Бостоне, Государственном Эрмитаже, Уодхем-колледже в Оксфорде и в музеях и галереях по всему миру, а также в частных и корпоративных коллекциях.

## Личная жизнь
В 1957 году Ниман женился на Джанет Бирн (англ. Janet Byrne). Они жили в Нью-Йорке, ставшем для них родным городом, до самой смерти художника. Их квартира располагалась в Hotel des Artistes над Café des Artistes на 67-й Западной улице и изначально предназначалась для художников. Комнаты двойной высоты выходят окнами на Центральный парк. Здесь же ранее жили Норман Роквелл, Рудольф Валентино, Ноэль Ковард, основатель СNN Риз Шонфельд (англ. Reese Schonfeld) и бывший мэр Джон Линдси. На первом этаже располагались мастерская, кабинеты и жилые помещения, на втором —архивы, на крыше — пентхаус.

## Последние годы
В апреле 2010 года из-за проблем с сосудами Ниману ампутировали правую ногу, однако он продолжил заниматься живописью. 5 июня 2012 года вышла автобиография Нимана All Told: My Art and Life Among Athletes, Playboys, Bunnies, and Provocateurs.

## Смерть
Ниман умер 20 июня 2012 года в возрасте 91 года в Нью-Йорке. Похоронен на кладбище Вудлон в Бронксе.